# Jean Carmet
Jean Carmet (25 de abril de 1920 - 20 de abril de 1994) fue un actor teatral, cinematográfico y televisivo de nacionalidad francesa.

## Biografía
Nacido en Bourgueil, Francia, su nombre completo era Jean Gabriel Edmond Carmet. Siendo joven interrumpió sus estudios y fue a París, donde actuó como comparsa en el Teatro del Châtelet y en la Ópera Garnier. Posteriormente fue contratado como aprendiz de dirección en el Teatro des Mathurins dirigido por Marcel Herrand. 
También trabajó como extra en diferentes filmes (destacando de entre ellos Les Enfants du paradis y Les démons de l'aube). Más adelante formó parte del grupo de artistas conocido como Les Branquignols, fundado por Robert Dhéry, multiplicando a partir de entonces sus actuaciones cinematográficas. 
Su papel de Gaston Duvet en el folletín radiofónico La Famille Duraton dio a conocer su voz en los años 1950. Su renombre internacional se confirmó en 1976 con el film La Victoire en chantant, y su fama en Francia llegó gracias a Le Grand Blond avec une chaussure noire.
Tuvo una rica carrera, actuando en más de doscientas películas. En 1986 fue nominado al César al mejor actor por Miss Mona, y consiguió dos César al mejor actor secundario por Les Misérables (1983) y por Merci la vie (1992). Además recibió el César honorífico en 1994 de manos de su amigo Gérard Depardieu.
Carmet actuó también en la televisión, trabajando en adaptaciones de obras literarias como La Double Vie de Théophraste Longuet, Bouvard et Pécuchet o Eugénie Grandet. En la serie Palace popularizó los Brèves de comptoir de Jean-Marie Gourio.
En 1999 se publicó por la editorial Plon el libro Je suis le badaud de moi-même, escrito por él antes de morir.
Jean Carmet falleció en 1994 en París, siendo enterrado en el Cementerio de Montparnasse. Había tenido dos hijos : Olivier, abogado en París, y Jean-François, autor de la biografía Carmet intime.

## Teatro
- 1940 : Un ange passe, de Pierre Brasseur, escenografía del autor, Teatro La Bruyère
- 1942 : Dieu est innocent, de Lucien Fabre, escenografía de Marcel Herrand, Teatro des Mathurins
- 1942 : D'après nature ou presque, de Michel Arnaud, escenografía de Marcel Herrand, Teatro des Mathurins
- 1942 : Mademoiselle de Panama, de Marcel Achard, escenografía de Marcel Herrand, Teatro des Mathurins
- 1948 : Les Branquignols : letras de Francis Blanche, música de Gérard Calvi, Teatro La Bruyère
- 1958 : Doce hombres sin piedad, de Reginald Rose, escenografía de Michel Vitold, Teatro de la Gaîté-Montparnasse
- 1960 : Dix Millions cash, de Raymond Vincy y Francis Lopez, escenografía de Jacques Mauclair, Teatro de la Porte Saint-Martin
- 1964 : Fleur de cactus, de Pierre Barillet y Jean-Pierre Gredy, escenografía de Jacques Charon, Théâtre des Bouffes-Parisiens
- 1968 : Adieu Berthe, de John Murray y Allen Boretz, escenografía de Jacques Charon, Théâtre des Bouffes-Parisiens
- 1982 : Spectacle Ionesco, a partir de Eugène Ionesco, escenografía de Roger Planchon, Teatro Nacional Popular
- 1983 : Spectacle Ionesco, a partir de Eugène Ionesco, escenografía de Roger Planchon, Teatro Nacional de Niza
- 1984 : Spectacle Ionesco, a partir de Eugène Ionesco, escenografía de Roger Planchon, Teatro del Odéon

## Filmografía completa
- 1941 : Le pavillon brûle, de Jacques de Baroncelli
- 1942 : Le journal tombe à cinq heures, de Georges Lacombe
- 1942 : Les Visiteurs du soir, de Marcel Carné
- 1943 : Les Mystères de Paris, de Jacques de Baroncelli
- 1945 : Les Démons de l'aube, de Yves Allégret
- 1945 : Les Enfants du paradis, de Marcel Carné
- 1945 : François Villon, de André Zwobada
- 1945 : L'Ange qu'on m'a donné, de Jean Choux (solamente guion)
- 1946 : Copie conforme, de Jean Dréville
- 1946 : Tombé du ciel, de Emil-Edwin Reinert
- 1946 : Le destin s'amuse, de Emil-Edwin Reinert
- 1947 : Monsieur Vincent, de Maurice Cloche
- 1947 : Le Diamant de cent sous, de Jacques Daniel-Norman
- 1947 : Le Destin exécrable de Guillemette Babin, de Guillaume Radot
- 1947 : Capitaine Blomet, de Andrée Feix
- 1948 : Bonheur en location, de Jean Wall
- 1948 : La Louve, de Guillaume Radot
- 1948 : La Bataille du feu, de Maurice de Canonge
- 1948 : Cartouche, roi de Paris, de Guillaume Radot
- 1948 : Le 84 prend des vacances, de Léo Joannon
- 1949 : Le Parfum de la dame en noir, de Louis Daquin
- 1949 : Dernière heure, édition spéciale, de Maurice de Canonge
- 1949 : Je n'aime que toi, de Pierre Montazel
- 1949 : Pas de week-end pour notre amour, de Pierre Montazel
- 1949 : La Patronne, de Robert Dhéry
- 1949 : Branquignol, de Robert Dhéry
- 1950 : Le Roi des camelots, de André Berthomieu
- 1950 : Bille de clown, de Jean Wall
- 1950 : Les femmes sont folles, de Gilles Grangier
- 1950 : Dieu a besoin des hommes, de Jean Delannoy
- 1950 : Les Mémoires de la vache Yolande, de Ernst Neubach
- 1950 : L'Art d'être courtier, de Henri Verneuil
- 1950 : On demande un bandit, de Henri Verneuil
- 1951 : Knock, de Guy Lefranc
- 1951 : Roulons, de Jacques Berr
- 1951 : Minuit quai de Bercy, de Christian Stengel
- 1951 : Drôle de noce, de Léo Joannon
- 1951 : Ils étaient cinq, de Jack Pinoteau
- 1951 : Les Quatre Sergents du Fort Carré, de André Hugon
- 1952 : Monsieur Leguignon lampiste, de Maurice Labro
- 1952 : Elle et Moi, de Guy Lefranc
- 1952 : Monsieur Taxi, de André Hunebelle
- 1952 : La Forêt de l'adieu, de Ralph Habib
- 1952 : Des quintuplés au pensionnat, de René Jayet
- 1953 : Piedalu, député, de Jean Loubignac
- 1953 : Histoires de bicyclettes, de Émile Roussel
- 1953 : La Tournée des grands ducs, de Norbert Carbonnaux
- 1953 : Adam est... Ève, de René Gaveau
- 1954 : Ça va barder, de John Berry
- 1954 : Le Vicomte de Bragelonne, de Fernando Cerchio
- 1955 : Mon curé champion du régiment, de Émile Couzinet
- 1955 : Bonjour sourire, de Claude Sautet
- 1955 : La Famille Duraton, de André Berthomieu
- 1955 : La Madelon, de Jean Boyer
- 1955 : Ces sacrées vacances, de Robert Vernay
- 1956 : Les Aventures de Till l'Espiègle, de Gérard Philipe y Joris Ivens
- 1956 : Mademoiselle et son gang, de Jean Boyer
- 1956 : Bébés à gogo, de Paul Mesnier
- 1957 : La ironía del dinero, de Guy Lefranc y Edgar Neville
- 1957 : Trois de la marine, de Maurice de Canonge
- 1958 : La Bigorne, caporal de France, de Robert Darène
- 1958 : Un drôle de dimanche, de Marc Allégret
- 1958 : Cigarettes, Whisky et P'tites Pépées, de Maurice Régamey
- 1958 : Oh ! Qué mambo, de John Berry
- 1959 : Babette s'en va-t-en guerre, de Christian-Jaque
- 1961 : Les Trois Mousquetaires : "Les ferrets de la reine", de Bernard Borderie
- 1961 : Les Trois Mousquetaires: "La vengeance de Milady", de Bernard Borderie
- 1961 : La Belle Américaine, de Robert Dhéry
- 1961 : Le Caporal épinglé, de Jean Renoir
- 1962 : Un clair de lune à Maubeuge, de Jean Chérasse
- 1962 : Le Diable et les Dix Commandements, de Julien Duvivier - Sketch "Bien d'autrui ne prendras"
- 1962 : Nous irons à Deauville, de Francis Rigaud
- 1963 : La Foire aux cancres, de Louis Daquin
- 1963 : Mélodie en sous-sol, de Henri Verneuil
- 1963 : Du grabuge chez les veuves, de Jacques Poitrenaud
- 1964 : Les Automanes, de Antoine Harispe
- 1963 : La Guerre des capsules, de Pierre Simon
- 1964 : Allez France !, de Robert Dhéry
- 1964 : Les Pas perdus de Jacques Robin
- 1964 : Les Gorilles, de Jean Girault
- 1965 : La Bourse et la Vie, de Jean-Pierre Mocky
- 1965 : Le due orfanelle, de Riccardo Freda
- 1965 : Les Bons Vivants, de Gilles Grangier - Sketch "Le procès"
- 1965 : La Métamorphose des cloportes, de Pierre Granier-Deferre
- 1966 : Trappola per l'assassino, de Riccardo Freda
- 1966 : Un idiot à Paris, de Serge Korber
- 1967 : Le Petit Baigneur, de Robert Dhéry
- 1967 : Alexandre le bienheureux, de Yves Robert
- 1968 : Faut pas prendre les enfants du bon Dieu pour des canards sauvages, de Michel Audiard
- 1969 : Le Petit Théâtre de Jean Renoir, de Jean Renoir - Sketch "Le roi d'Yvetot"
- 1969 : Les Gros Malins, de Raymond Leboursier
- 1969 : Une veuve en or, de Michel Audiard
- 1969 : Un merveilleux parfum d'oseille, de Renaldo Bassi
- 1969 : L'Auvergnat et l'Autobus, de Guy Lefranc
- 1969 : Poussez pas grand-père dans les cactus, de Jean-Claude Dague
- 1970 : Elle boit pas, elle fume pas, elle drague pas, mais... elle cause !, de Michel Audiard
- 1970 : And Soon the Darkness, de Robert Fuest
- 1970 : La Rupture, de Claude Chabrol
- 1970 : Le Cri du cormoran le soir au-dessus des jonques, de Michel Audiard
- 1970 : Les Novices, de Guy Casaril
- 1971 : Juste avant la nuit, de Claude Chabrol
- 1971 : Le drapeau noir flotte sur la marmite, de Michel Audiard
- 1971 : L'Homme qui vient de la nuit, de Jean-Claude Dague
- 1971 : L'Ingénu, de Norbert Carbonnaux
- 1971 : Le Viager, de Pierre Tchernia
- 1971 : Les Malheurs d'Alfred, de Pierre Richard
- 1971 : Les Yeux fermés, de Joël Santoni
- 1972 : Elle cause plus... elle flingue, de Michel Audiard
- 1972 : Le Trèfle à cinq feuilles, de Edmond Freess
- 1972 : Le Grand Blond avec une chaussure noire, de Yves Robert
- 1972 : La Raison du plus fou, de François Reichenbach
- 1973 : Ursule et Grelu, de Serge Korber
- 1973 : Les grands sentiments font les bons gueuletons, de Michel Berny
- 1973 : La Gueule de l'emploi, de Jacques Rouland
- 1973 : Pleure pas la bouche pleine, de Pascal Thomas
- 1973 : Le Concierge, de Jean Girault
- 1973 : Les Gaspards, de Pierre Tchernia
- 1974 : Comment réussir quand on est con et pleurnichard, de Michel Audiard
- 1974 : Un linceul n'a pas de poches, de Jean-Pierre Mocky
- 1974 : Le Retour du grand blond, de Yves Robert
- 1974 : Bons baisers... à lundi, de Michel Audiard
- 1974 : Crónica de una violación, de Yves Boisset
- 1975 : Trop c'est trop, de Didier Kaminka
- 1976 : Les Œufs brouillés, de Joël Santoni
- 1976 : La Victoire en chantant, de Jean-Jacques Annaud
- 1977 : Alice ou la Dernière Fugue, de Claude Chabrol
- 1977 : René la Canne, de Francis Girod
- 1977 : Plus ça va, moins ça va, de Michel Vianey
- 1977 : Le beaujolais nouveau est arrivé, de Jean-Luc Voulfow
- 1977 : La Septième Compagnie au clair de lune, de Robert Lamoureux
- 1978 : Le Sucre, de Jacques Rouffio
- 1978 : Violette Nozière, de Claude Chabrol
- 1978 : Molière, de Ariane Mnouchkine
- 1978 : Conte à régler, de Bernard Nauer
- 1979 : Buffet froid, de Bertrand Blier
- 1979 : Un si joli village, de Étienne Périer
- 1979 : Il y a longtemps que je t'aime, de Jean-Charles Tacchella
- 1979 : Gros-Câlin, de Jean-Pierre Rawson
- 1980 : La Banquière, de Francis Girod
- 1980 : L'Amour trop fort, de Daniel Duval
- 1981 : Die Fälschung, de Volker Schlöndorff
- 1981 : Allons z'enfants, de Yves Boisset
- 1981 : La Soupe aux choux, de Jean Girault
- 1981 : Une affaire d'hommes, de Nicolas Ribowski
- 1982 : Les Misérables, de Robert Hossein
- 1982 : Un chien dans un jeu de quilles, de Bernard Guillou -
- 1982 : Guy de Maupassant, de Michel Drach
- 1983 : Le Crime d'Ovide Plouffe, de Denys Arcand
- 1983 : Papy fait de la résistance, de Jean-Marie Poiré
- 1984 : Canicule, de Yves Boisset
- 1984 : Tir à vue, de Marc Angelo
- 1985 : Mon beau-frère a tué ma sœur, de Jacques Rouffio
- 1985 : Sac de nœuds, de Josiane Balasko
- 1985 : Night Magic, de Lewis Furey
- 1985 : Le Matou, de Jean Beaudin
- 1986 : Suivez mon regard, de Jean Curtelin
- 1986 : Les fugitifs, de Francis Veber
- 1986 : Les Deux Crocodiles, de Joël Séria
- 1986 : Champagne amer, de Ridha Béhi
- 1987 : Miss Mona, de Mehdi Charef
- 1987 : Le Moine et la Sorcière, de Suzanne Schiffman
- 1987 : La Brute, de Claude Guillemot
- 1987 : L'âge de Monsieur est avancé, de Pierre Étaix
- 1987 : Rupture, de Pierre Étaix
- 1987 : Heureux Anniversaire, de Pierre Étaix
- 1988 : Mangeclous, de Moshé Mizrahi
- 1988 : L'Invité surprise, de Georges Lautner
- 1989 : La Vouivre, de Georges Wilson
- 1989 : Périgord noir, de Nicolas Ribowski
- 1989 : Un jeu d'enfant, de Pascal Kané
- 1990 : Le Château de ma mère, de Yves Robert
- 1990 : Le Sixième Doigt, de Henri Duparc
- 1991 : Merci la vie, de Bertrand Blier
- 1991 : La Reine blanche, de Jean-Loup Hubert
- 1992 : Le Bal des casse-pieds, de Yves Robert
- 1992 : Coup de jeune, de Xavier Gélin
- 1992 : La Chambre 108, de Daniel Moosmann
- 1993 : Roulez jeunesse !, de Jacques Fansten
- 1993 : Germinal, de Claude Berri
- 1993 : Du poulet, de Tatiana Vialle
- 1994 : Cache cash, de Claude Pinoteau

### Televisión
- 1950 : Le Malade imaginaire, de Bernard Hecht
- 1953 : George Dandin ou le Mari confondu, de Jean Kerchbron
- 1955 : Le Réveillon, de Marcel Bluwal
- 1955 : Tire au-Flanc, de François Chatel
- 1956 : Les Gaietés de l'escadron, de Pierre Badel
- 1960 : Arden de Faversham, de Marcel Bluwal
- 1960 : La Surprise, de Marcel Bluwal
- 1967 : Max le débonnaire : Le Point d'honneur, de Jacques Deray
- 1970 : Les Saintes chéries : Le patron part pour New-York, de Jean Becker
- 1970 : Au théâtre ce soir : Adieu Berthe, de Allen Boretz y John Murray, escenografía de Jacques Charon, dirección de Pierre Sabbagh, Teatro Marigny
- 1971 : Chéri, je me sens rajeunir, de Rémy Grumbach
- 1972 : Les Sanglots longs, de Jean-Paul Carrère
- 1973 : Un client sérieux, de Jean Bertho
- 1973 : Graine d'ortie, de Yves Allégret
- 1973 : La vie du bon côté : Claude Chabrol, documental de Roger Sciandra
- 1978 : Portrait de Jacques Dufilho, documental de François Chatel
- 1979 : Un comédien lit un auteur : Antoine Blondin, documental de Jean-Luc Mage
- 1979 : Histoires insolites, episodio La Stratégie du serpent, de Yves Boisset
- 1980 : Le Curé de Tours, de Gabriel Axel
- 1981 : Le Mystère, episodio de La Double Vie de Théophraste Longuet, de Yannick Andréi
- 1981 : Le Combat, episodio de La Double Vie de Théophraste Longuet, de Yannick Andréi
- 1981 : Le Trésor, episodio de La Double Vie de Théophraste Longuet, de Yannick Andréi
- 1981 : Le Tribunal des flagrants délires
- 1983 : Trois morts à zéro, de Jacques Renard
- 1985 : Le Matou, de Jean Beaudin
- 1985 : Vingt ans d'absence, de Bernard Saint-Jacques
- 1985 : Châteauvallon, de Paul Planchon y Serge Friedman
- 1986 : L'Été 36, de Yves Robert
- 1986 : Les étonnements d'un couple moderne, de Pierre Boutron
- 1987 : Les idiots, de Jean-Daniel Verhaeghe
- 1987 : Mirage dangereux, de Charlotte Dubreuil
- 1988 : La Chaîne, de Claude Faraldo
- 1988 : Palace, de Jean-Michel Ribes
- 1989 : Mise à l'index, episodio de Sueurs froides, de Bernard Nauer
- 1990 : Bouvard et Pécuchet, de Jean-Daniel Verhaeghe
- 1990 : Le gorille enragé, episodio de "Le gorille", de Jean-Claude Sussfeld
- 1990 : Ne m'oubliez pas, hommage à Bernard Blier, documental de Mathias Ledoux
- 1991 : Sortie interdite, de Daniel Moosmann
- 1991 : Les carnassiers, de Yves Boisset
- 1991 : Les Cahiers bleus, de Serge Leroy
- 1992 : La Controverse de Valladolid, de Jean-Daniel Verhaeghe
- 1992 : Mes coquins, de Jean-Daniel Verhaeghe
- 1993 : Eugénie Grandet, de Jean-Daniel Verhaeghe
- 1994 : B comme Bolo, episodio de "Bolo et Berjac", de Jean-Michel Ribes
- 1994 : Eugénie Grandet, de Jean-Daniel Verhaeghe

## Premios

### Ganados
- Legión de Honor
- 1994 : César honorífico por el conjunto de su carrera
- 1992 : César al mejor actor secundario - Merci la vie
- 1983 : César al mejor actor secundario - Les Misérables

### Nominaciones
- 1988 : César al mejor actor - Miss Mona
- 1987 : César al mejor actor secundario - Les Fugitifs
- 1979 : César al mejor actor - Le Sucre